# Rendez-vous cu Rama
Rendez-vous cu Rama (titlu original Rendezvous with Rama) este un roman științifico-fantastic de Arthur C. Clarke care a fost publicat prima oară în 1972. Romanul a avut succes la public și a dus la scrierea unei trilogii de către Clarke împreună cu Gentry Lee: Rama II, Grădina din Rama și Război pe Rama.
Amplasat în secolul al XXII-lea, romanul prezintă o uriașă navă extraterestră cilindrică de 50 de km care intră în sistemul solar al Pământului. Povestea este prezentată din punctul de vedere al unui grup de exploratori umani care interceptează nava într-o încercare de a-i afla misterele. Acest roman a câștigat atât premiul Hugo cât și Nebula și este, în general, considerat ca fiind una din pietrele de temelie din bibliografia lui Clarke. Este considerat a aparține subgenului științifico-fantastic clasic, deși uneori este văzut ca un text cheie al subgenului științifico-fantastic tare.

## Povestea
Rama este numele navei spațiale extraterestre, inițial catalogată din greșeală drept asteroid și denumită astfel după numele regelui Rama care este considerat al șaptelea Avatar al zeului hindus Vishnu Asteroidul 31/439 este detectat de astronomi în anul 2130 în timp ce se afla în afara orbitei lui Jupiter. Viteza obiectului (100.000 km/h) și unghiul traiectoriei sale indică în mod clar faptul că acesta nu este un obiect din sistemul solar aflat pe o orbită în jurul Soarelui nostru; el vine din spațiul interstelar. Interesul astronomilor a crescut când și-au dat seama că obiectul are o perioadă de rotație extrem de rapidă, de doar 4 minute, valoare care nu poate fi atinsă de un asteroid de asemenea dimensiuni. O sondă spațială automată numită Sita este lansată de pe satelitul lui Marte, Phobos, și fotografiile sale digitale arată că Rama este un cilindru perfect, cu cca. 20 km în diametru și cca. 54 km lungime și că este creată dintr-un material cu caracteristici materiale. Cu alte cuvinte, este 
primul contact al umanității cu o navă spațială de origini extraterestre.
Nava cu echipaj uman Endeavour este trimisă să studieze Rama, fiind singura navă aflată suficient de aproape pentru a face acest lucru în scurta perioadă pe care Rama o va petrece în sistemul solar. Endeavour ajunge la Rama la o lună după ce aceasta atrăsese atenția pământenilor, când structura gigantică se află deja pe orbita lui Venus. Echipajul condus de comandantul Bill Norton pătrunde în Rama prin sistemul triplu de ecluze și explorează vasta lume interioară, fără însă a descoperi natura și scopul navei și al creatorilor acesteia. Având o atmosferă respirabilă, Rama conține câteva „orașe” care funcționează ca niște fabrici, o întindere de apă care formează un inel în mijlocul colindrului și șapte piloni la capătul sudic, despre care se crede că ar reprezenta sistemul de propulsie.
După o primă explorare a Oceanului Cilindric, căldura solară determină trezirea la viață a lui Rama: se aprind luminile, oceanul se dezgheață, se stârnesc furtunile, iar pe sol încep să mișune tot felul de creaturi biotice. Unul dintre membrii echipajului, Jimmy Pak, pornește spre Polul Sud la bordul bicicletei sale aeriene. Explorarea sa este întreruptă de o serie de descărcări electrice care se produc în câmpul magnetic care guverneează regiunea și care îi distrug bicicleta. Izolat în emisfera sudică, Pak are ocazia să studieze de aproape unul dintre bioți - o creatură asemănătoare unui crab, a cărui funcție pare a fi cea de gunoier.
El este recuperat în cele din urmă cu ajutorul unei bărci trimise pe Oceanul Cilindric, în timp ce Rama începe să-și ajusteze direcția. Manevrele giganticei nave sunt interpretate de către mercurieni ca un act agresiv, conducătorii planetei trimițând împotriva sa - fără acordul Uniunii Planetelor - o navă cu un focos nuclear la bord. Locotenentul Boris Rodrigo este desemnat de comandantul Norton să plece în spațiu, să intercepteze nava și să dezamorseze bomba, acțiune încununată de succes.
Odată cu apropierea lui Rama de periheliu, toți bioții se grăbesc să se arunce în Oceanul Cilindric, unde sunt făcuți bucăți de ființe similare rechinilor. Luminile încep să pălească, iar Norton își dă seama că a venit vremea să părăsească structura cilindrică. Înainte de a pleca, mai face o incursiune într-un dintre orașe, unde spareg o breșă în peretele unei structuri. În interior găsește un fel de muzeu, în care întâlnește și o proiecție care ar trebui să-i reprezinte pe ramani, ființe mai înalte ca pământenii și dotate cu trei membre.
După ce Endeavour părăsește Rama, aceasta își folosește motorul cosmic pentru a porni spre spațiul necunoscut, cel mai probabil spre Marele Nor al lui Magellan. 

### Capitolele cărții
| - 1 - Paza Spațială - 2 - Intrus - 3 - Rama și Sita - 4 - Rendezvous - 5 - Prima EVA - 6 - Comitet - 7 - Două soții - 8 - Prin Butuc - 9 - Recunoaștere - 10 - Coborâre în întuneric - 11 - Bărbați, femei și maimuțe - 12 - Scara Zeilor - 13 - Câmpia lui Rama - 14 - Amenințarea furtunii - 15 - Țărmul oceanului - 16 - Kealakekua | - 17 - Primăvară - 18 - Zori - 19 - Un avertisment de pe Mercur - 20 - Cartea Revelațiilor - 21 - După furtună - 22 - Navigând pe Oceanul Cilindric - 23 - New York, Rama - 24 - Libelula - 25 - Primul zbor - 26 - Glasul lui Rama - 27 - Vântul electric - 28 - Icar - 29 - Primul Contact - 30 - Floarea - 31 - Viteză terminală | - 32 - Valul - 33 - Păianjen - 34 - Excelența Sa regretă... - 35 - Curier special - 36 - Supraveghetor - biot - 37 - Rachetă - 38 - Adunare Generală - 39 - Decizie - 40 - Sabotor - 41 - Erou - 42 - Templul de cristal - 43 - Retragere - 44 - Motor Cosmic - 45 - Phoenix - 46 - Interludiu |

## Lista personajelor
- William Tsien Bill Norton - comandantul navei spațiale Endeavour care a fost desemnată să exploreze Rama
- Dr. Laura Ernst - medic-șef pe Endeavour
- Boris Rodrigo - locotenent pe Endeavour, membru al Celei de-a Cincea Biserici a lui Cristos Cosmonaut, deturnează bomba nucleară trimisă de mercurieni împotriva lui Rama
- James Pak - locotenent pe Endeavour, explorează Polul Sud la bordul „bicicletei zburătoare” Libelula
- Karl Mercer - locotenent pe Endeavour
- Joe Calvert - locotenent pe Endeavour
- Ruby Barnes - fost matelot, actualmente ofițer pe Endeavour, este însărcinat cu manevrarea ambarcațiunii Resolution pe Oceanul Cilindric
- Jerry Kirchoff - locotenent pe Endeavour
- Peter Rousseau - sergent pe Endeavour
- Dr. Bose - pământean refugiat pe Marte, membru în Comitetul Rama
- Profesorul Davidson - astronom, membru în Comitetul Rama
- Dr. Thelma Price - arheolog, membru în Comitetul Rama
- Carlisle Perera - exobiolog, membru în Comitetul Rama
- Dennis Solomons - istoric de științe, membru în Comitetul Rama
- Conrad Taylor - antropolog, membru în Comitetul Rama
- Sir Lewis Sands - istoric de renume, membru în Comitetul Rama
- Sir Robert MacKay - ambasadorul Pământului

## Opinii critice
John Leonard, scriind pentru The New York Times, îl găsește pe Clarke „complet indiferent față de frumusețea caracterizării”, dar laudă romanul pentru „atingerea glacială a necunoscutului, a ceea-ce-nu-prea-putem-înțelege - [care] ne oferă science-fiction la cel mai înalt nivel de inventivitate tehnică”. Doi dintre cei mai respectați scriitori SF ai vremii, Frank Herbert și Isaac Asimov au lăudat și ei romanul pentru faptul că reprezintă „o poveste astronomică scrisă de cineva care știe astronomie” și „demonstrează că principala componentă a științifico-fantasticului de calitate este epicul”.

## Premii și nominalizări
Romanul a fost recompensat cu următoarele premii:
- Premiul Nebula pentru "Cel mai bun roman" în 1973[2]
- Premiul Asociației Britanice de Science Fiction în 1973[2]
- Premiul Hugo pentru "Cel mai bun roman" în 1974[1]
- Premiul Jupiter pentru "Cel mai bun roman" în 1974[1]
- Premiul John W. Campbell Memorial în 1974[1]
- Premiul Locus pentru "Cel mai bun roman" în 1974[1]
- Premiul Seiun pentru "Cel mai bun roman străin" în 1980

## Forma și geografia navei Rama

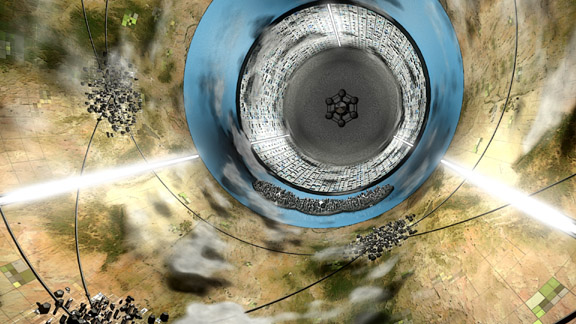
O reprezentare artistică a interiorului navei Rama.

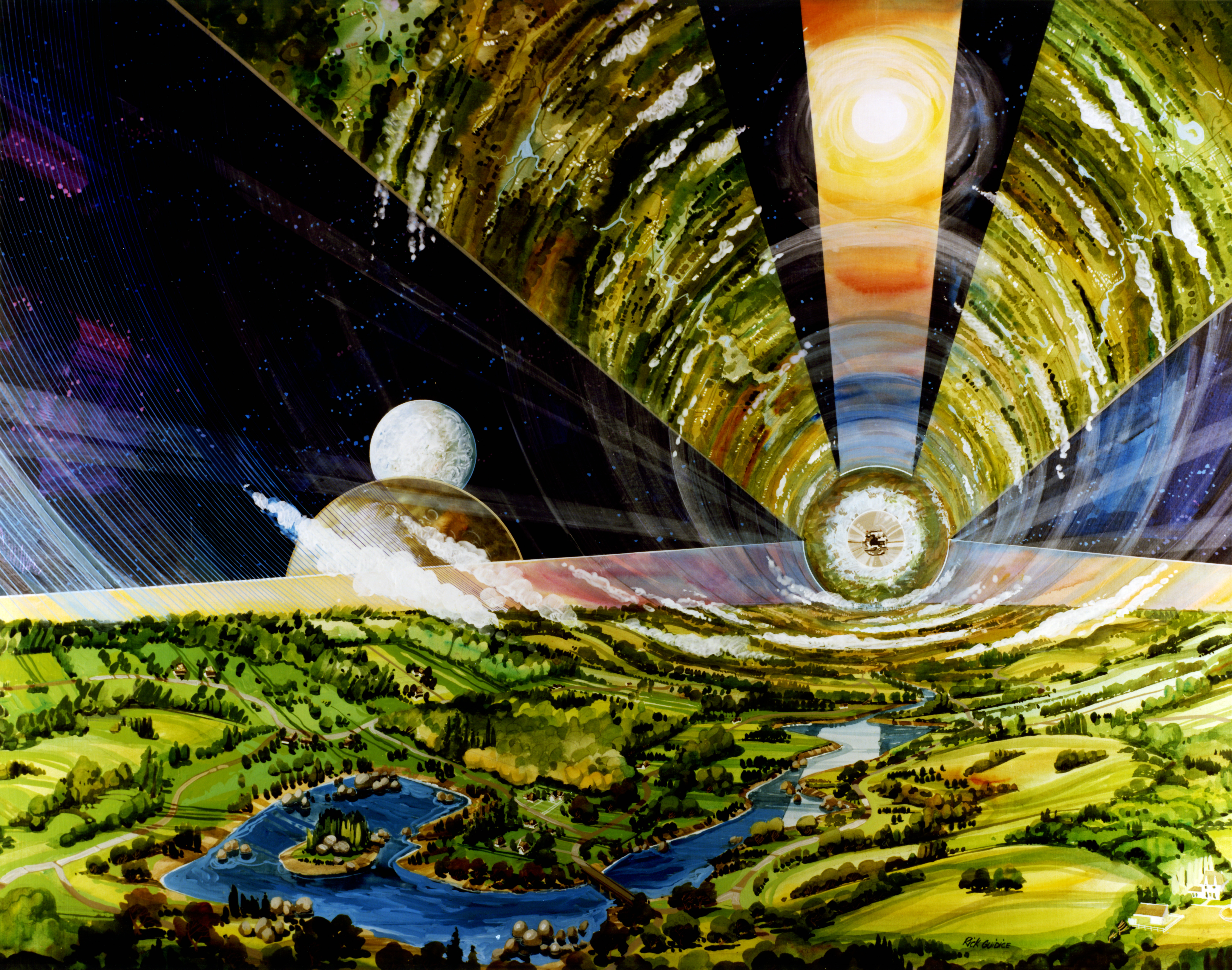
Vedere din interiorul unui cilindru O'Neill în care se repetă zone de terenuri fertile și ferestre dungate.

Interiorul lui Rama este în esență un gigantic peisaj cilindric cu caracteristici metalice, denumit de echipaj 'Câmpia Centrală', care se distinge prin dimensiunile sale: 50 de km lungime și 16 de km în diametru, la care se adaugă învelișul de 4 km grosime. Dacă cilindrul ar fi întins, suprafața internă ar fi de 50 de km lungime și 50 de km lățime, ceea ce înseamnă o suprafață de 2500 km2. Rama posedă gravitație artificială grație mișcării sale de rotație de 0,25 rpm.
Cilindrul este împărțit în emisferele 'nordică' și 'sudică', separate la mijloc de o suprafață de apă de lată de 10 km pe care astronauții o denumesc 'Oceanul Cilindric'. În mijlocul acestuia se ridică o insulă acoperită cu structuri similare zgârie-norilor, pe care astronauții o numesc 'New York' datorită asemănării cu Manhattanul. La capetele navei se află "Polii" Nord și Sud. Polul Nord reprezintă prova iar cel Sud pupa, deoarece Rama accelerează în direcția primului, iar sistemul de propulsie se află în cel din urmă.
Polul Nord conține ecluza lui Rama, fiind locul în care se cuplează Endeavour. Ecluza permite accesul într-o cavitate imensă, semirotundă, care reprezintă unul dintre cele două capete ale cilindrului și care este denumită de oameni 'Butucul'. De la acesta pornesc trei scări de câte 8 km lungime, denumite Alfa, Beta și Gama, care permit coborârea pe câmpie.
În emisfera nordică se găsesc câteva 'orașe' mici legate între ele cu drumuri, care primesc denumirile Londra, Paris, Beijing, Tokyo, Roma și Moscova. Polul Sud prezintă un pilon gigantic înconjurat de șase piloni mai mici, despre care se presupune că fac parte din sistemul de propulsie fără recție al lui Rama.
Fiecare capăt al lui Rama este luminat de către trei benzi luminoase uriașe amplasate echidistant în jurul cilindrului, care funcționează asemenea unor ferestre luminoase gigantice.

## Proiectul Spaceguard
Clarke introduce conceputul de Spaceguard - o rețea automată de radare spațiale proiectată pentru a avertiza Pământul de eventualele amenințări din cosmos. Programul ar fi fost inițiat după ce un asteroid fictiv ar fi lovit Italia pe 11 septembrie 2077, distrugând Padova și Verona și scufundând Veneția.
În 1992 a fost inițiat un proiect real numit Spaceguard, după proiectul fictiv al lui Clarke. După ce interesul față de pericolele coliziunii cu un asteroid a fost stârnit de filmele cu dezastre de la Hollywood, Congresul Statelor Unite a autorizat NASA să fondeze și să susțină proiectul Spaceguard.

## Universul Rama
Înainte de a preda manuscrisul spre publicare, Clarke a făcut o ultimă corectură, adăugând la sfârșit „Ramanii fac totul în triplet.” Deși nu avea în plan să scrie o continuare, în vara anului 1987 și-a dat seama că lăsase deschisă posibilitatea unei trilogii. El l-a contactat pe Gentry Lee, cu care mai colaborase anterior la romanul Craddle, pentru a scrie o continuare la acest roman, iar Lee a venit cu ideea unei trilogii.
Principala parte a procesului de scriere a fost realizată de Lee. Rezultatul a fost că elementul central și stilul romanelor scrise în colaborare diferă de original, accentul fiind pus pe caracterizare personajelor și o portretizare clară a acestora în bune și rele, o deosebire esențială față de profesioniștii dedicați ai lui Clarke. Trilogia scrisă în colaborare nu s-a bucurat de aceeași apreciere critică și de premii ca și originalul.
Seria conține romanele:
- Rendez-vous cu Rama (1972)
- Rama II (1989)
- Grădina din Rama (1991)
- Război pe Rama  (1993)

Gentry Lee a mai scris singur alte două romane a căror acțiune se petrece în universul Rama.
- Bright Messengers (1995)
- Double Full Moon Night (1999)

## Adaptări
În 1984, Trillium a lansat un joc pe calculator bazat pe carte, pe care l-a portat ulterior pe alte sisteme cum ar fi Apple II și Commodore 64. Deși grafica era destul de primitivă, descrierile prezentau multe detalii și asemănarea cu cartea era foarte mare. Adaptarea a fost realizat în 1983 de către Ron Martinez, care apoi a realizat jocul multiplayer online 10Six, cunoscut și ca Project Visitor.
Sierra Entertainment a creat în 1996 jocul video Rama în stilul lui Myst. Arthur C. Clarke apare în joc ca ghid pentru jucători, într-o grafică de înaltă calitate. Jocul conține personaje din romanul Rama II.
În 2009, BBC Radio 4 a realizat o adaptare radiofonică în două părți în cadrul un sezon SF. Adaptarea a fost realizată de Mike Walker și a fost difuzată pe 1 martie 2009 (partea 1), respctiv 8 martie 2009 (partea a 2-a).
La începutul anilor 2000, actorul Morgan Freeman și-a exprimat intenția de a ecraniza Rendez-vous cu Rama, dar filmul a rămas la stadiul de proiect vreme de mulți ani. În 2003, după ce principala problemă a constituit-o procurarea fondurilor, se părea că proiectul va trece la stadiul de producție. Filmul urma să fie produs de compania lui Freeman, Revelations Entertainment. David Fincher, care era menționat pe pagina de web Rama a celor de la Revelations încă din 2001, a declarat într-un interviu din 2007 că încă se mai ocupă de proiect.
Totuși, spre sfârșitul anului 2008, David Fincher a declarat că este destul de puțin probabil ca filmul să fie realizat. "Se pare că nu se va întâmpla. Nu există niciun scenariu și, după cum știți, starea sănătății lui Morgan Freeman nu e tocmai bună în acest moment. Am încercat să-l facem, dar probabil că nu se va întâmpla."
Într-un interviu acordat în 2010, Freeman a afirmat că încă mai are în plan realizarea proiectului, dar are dificultăți în găsirea scenariului potrivit, exprimându-și opinia că filmul ar trebui realizat 3D. În ianuarie 2011, Fincher a declarat într-un interviu acordat celor de la MTV că încă are în plan realizarea filmului după ce va finaliza lucrul la remake-ul după Douăzeci de mii se leghe sub mări (a cărui producție este planificată a începe în 2013). El a confirmat problemele pe care le are Freeman de a găsi scenatiul potrivit.
Într-un interviu cu Neil deGrasse Tyson din februarie 2012, Freeman și-a exprimat interesul de a juca rolul comandantului Norton, declarând că„fantezia mea de a comanda o navă stelară este de a comanda Endeavour”. Tyson l-a întrebat: „Deci acesta este un indiciu că vei fi ... acea persoană dacă se va face filmul?", la care Freeman a confirmat: "Vom FACE filmul." Drept răspuns la o cerere de „a-l face mai curând decât mai târziu”, Freeman a readus în discuție faptul că dificultatea de a găsi un scenariu de calitate constituie primul obstacol în realizarea filmului, declarând: „... singura problemă care este cu adevărat grea atunci când faci un film, mai grea chiar decât găsirea banilor, o reprezintă găsirea unui scenariu ... a unui scenariu bun”.

## Traduceri în limba română
- 1991 - Rendez-vous cu Rama, ed. Multistar, colecția "Dimensiuni" nr. 1, traducere Mihai-Dan Pavelescu, 224 pag., ISBN 937-95024-0-7
- 2002 - Rendezvous cu Rama, ed. Lucman, colecția SF nr. 15, traducere Mihai-Dan Pavelescu, 302 pag., ISBN 973-8372-04-6
- 2012 - Rendez-vous cu Rama (cartonată), ed. Nemira, colecția "Nautilus", traducere Mihai-Dan Pavelescu, 246 pag., ISBN 978-606-579-417-7
- 2014 - Rendez-vous cu Rama, ed. Nemira, colecția "Nautilus", traducere Mihai-Dan Pavelescu, 264 pag., ISBN 978-606-579-821-2
- 2018 - Rendez-vous cu Rama, ed. Nemira, colecția "Nautilus", traducere Mihai-Dan Pavelescu, 256 pag., ISBN 978-606-43-0243-4